# Todor Kiutchoukov
Pour les articles homonymes, voir Angelov.
Todor Angelov Kiutchoukov (en bulgare : Тодор Ангелов Кючуков) est un footballeur bulgare né le 6 septembre 1978 à Parvomaï.
Il évolue au poste de gardien de but.
Il a joué une cinquantaine de matchs en 1re division bulgare avec le CSKA Sofia.

## Carrière
- 1998-2001 : CSKA Sofia  Bulgarie
- 2001-2002 : Tcherno More Varna  Bulgarie
- 2002-2004 : SK Sigma Olomouc  République tchèque
- 2004-2005 : Rodopa Smoljan (prêt)  Bulgarie
- 2005-2006 : CSKA Sofia  Bulgarie
- 2006-2007 : Beira-Mar  Portugal
- 2007-2008 : Nea Salamina Famagouste  Chypre
- 2008 : CSKA Sofia  Bulgarie
- 2009-2010 : FC Sportist Svoge  Bulgarie